# Fédération française de Scrabble
La Fédération française de Scrabble (FFSc) est une association loi de 1901 qui regroupe les joueurs licenciés de Scrabble de France. Au 1er septembre 2024, la FFSc fédérait 14 395 licenciés dans 934 clubs (625 civils et 216 scolaires) regroupés en 24 comités régionaux, incluant l'outre-mer. Il y a aussi 6 ligues DROM-COM. Au début des années 1970, il y avait deux fédérations françaises de Scrabble, qui ont fusionné en 1974.
Son siège est situé 22 rue Esquirol dans le 13e arrondissement de Paris.

## Comité directeur
Le président de la FFSc est Christian Couvreur.
Les présidents successifs ont été :
- 1974-1977 : Agnès Bauche, fondatrice
- 1977-1981 : Philippe Lormant (premier mandat)
- 1981-1983 : Jacques Soussan
- 1983-1986 : Philippe Lormant (second mandat)
- 1986-1999 : Jacques Lachkar (premier mandat)
- 1999-2001 : Yves Gilbert
- 2001-2004 : Michel Monsimer
- 2004-2007 : Gérard Van Cayzeele
- 2008-2011 : Daniel Fort
- 2012-2015 : Jacques Lachkar (second mandat)
- 2016-2022 : Marie-Odile Panau
- 2022-: Christian Couvreur

## Site web
Le site web officiel de la fédération contient une liste des règlements ainsi que tous les classements officiels de la fédération. On peut y trouver une liste de tous les comités comportant des liens vers chaque club de France. On peut donc chercher les classements de n'importe quel joueur dans n'importe quel club. S'y trouvent aussi une page consacrée aux résultats et des archives des résultats des saisons précédentes. Les joueurs peuvent créer leur propre fiche sur le site, avec une photo, numéro de licence et une liste des résultats de la saison en cours. Cette possibilité est ouverte à tous les membres de toutes les fédérations francophones. Le site présente un calendrier pour afficher les dates des futurs tournois.

### FFSc en direct
FFSc en direct est un service qui retransmet les résultats des plus grands tournois francophones aux utilisateurs d'Internet. La plupart de ces tournois ont lieu en France mais le championnat du monde, le festival de Suisse et le festival de Belgique, et les Championnats du monde sont également retransmis. Les scores et les mots de la partie en cours sont donnés sur une page et sont mis à jour toutes les 4 minutes environ.

## Palmarès
Le premier championnat de France fut organisé en 1976, en formule duplicate, ouvert à tout le monde. Le tournoi fut remporté par Patrick Spaeter, un Français membre d'un club belge, le MJA Michel Pialat fut le deuxième Français du classement. En 1977 Jean-Claude Bouet fut le deuxième joueur français à remporter le titre. En France se dispute aussi un championnat de France par paires, en blitz et en Scrabble classique. Le joueur le plus titré est Michel Duguet qui a remporté 6 championnats individuels ainsi que deux en paires, mais a pris sa retraite avant la création du championnat en blitz et en classique. En plus du championnat de France, s'organisent trois festivals fédéraux, ouverts à tout le monde. Ce sont les trois plus grands championnats de Scrabble francophone au monde. Ce sont le Festival de Vichy, de Cannes et d'Aix-les-Bains. Chacun de ces festivals est fréquenté par plus de 2 000 joueurs, venant principalement d'Europe et d'Afrique.

### Championnats du monde
Depuis le premier championnat du monde en 1972, 23 des 38 épreuves individuelles ont été remportées par un joueur de la Fédération française. Le premier tournoi remporté par un Français fut en 1975 à Estepona (Espagne), Michel Charlemagne étant le vainqueur. La première fois qu'une paire française a remporté le Championnat du monde par paires fut en 1977 (Desmoulins et Saintjean). Le Championnat du monde de blitz fut créé en 2001 (édition remportée par Antonin Michel). Le Championnat du monde de Scrabble classique fut créé en 2006 et le 1er joueur français à le remporter fut Benjamin Valour en 2009.

### Liste des vainqueurs de plusieurs tournois majeurs en France
- Championnat de France de Scrabble duplicate
- Joueur, nombre de victoires et club

| Rang |                  | Score |                    |
| 1    | Michel Duguet    | 6     | Paris / Strasbourg |
| 2    | Antonin Michel   | 5     | Nancy/ Le Bouscat  |
| 2    | Patrick Vigroux  | 4     | Montpellier        |
| 4    | Nicolas Grellet  | 2     | Saint-Leu-la-Forêt |
| 4    | Benjamin Hannuna | 2     |                    |
| 4    | Franck Maniquant | 2     | Paris Denfert      |

- Championnat de France en blitz
- Joueur, nombre de victoires et club

| Rang |                    | Score |                    |
| 1    | Antonin Michel     | 10    | Le Bouscat         |
| 2    | Thierry Chincholle | 2     | Saint-Leu-la-Forêt |

- Championnat de France en paires
- Joueur, nombre de victoires et club

| Rang |                       | Score |                    |
| 1    | Jean-François Lachaud | 5     | Saint-Leu-la-Forêt |
| 2    | Antonin Michel        | 4     | NancyLe Bouscat    |
| 3    | Thierry Chincholle    | 3     | Saint-Leu-la-Forêt |
| 3    | Aurélien Kermarrec    | 3     | Le Havre           |
| 3    | Florian Lévy          | 3     | Saint-Leu-la-Forêt |
| 3    | Marc Treiber          | 3     | Paris Denfert      |
| 3    | Anthony Clémenceau    | 3     | Rouen              |

- Championnat de France de Scrabble classique
- Joueur, nombre de victoires et club

| Rang |                        | Score |                         |
| 1    | Pierre-Olivier Georget | 5     | Saint-Jean-Pla-de-Corts |
| 2    | Fabien Douté           | 3     | Nancy                   |
| 2    | Benjamin Valour        | 3     | Fruges                  |
| 4    | Franck Maniquant       | 2     | Montpellier             |
| 4    | Hervé Bohbot           | 2     | Montpellier             |
| 4    | Marc Treiber           | 2     | Paris Denfert           |

- Championnat de France de Scrabble classique Interclubs
- Club, nombre de victoires

| Rang |                  | Score |  |
| 1    | Melun            | 3     |  |
| 1    | Montrouge        | 3     |  |
| 3    | Nancy            | 2     |  |
| 4    | Fruges           | 1     |  |
| 4    | Montpellier      | 1     |  |
| 4    | La Seyne-sur-Mer | 1     |  |
| 4    | Tournefeuille    | 1     |  |

- Open de France de Scrabble classique
- Joueurs, nombre de victoires, Club

| Rang |                      | Score |                    |
| 1    | Parfait Mouanda      | 3     | Montrouge et Melun |
| 2    | Jean-François Himber | 2     | Nancy              |